# Museum für Stadtgeschichte (Fribourg-en-Brisgau)
Le Museum für Stadtgeschichte de Fribourg-en-Brisgau en Bade-Wurtemberg est un musée d'histoire municipale ouvert en 1994 et dirigé par Peter Kalchthaler.

## Source
- (de) Cet article est partiellement ou en totalité issu de l’article de Wikipédia en allemand intitulé « Museum für Stadtgeschichte (Freiburg im Breisgau) » (voir la liste des auteurs).